# Never Be Your Woman
Never Be Your Woman è un singolo del disc jockey britannico Naughty Boy e del rapper britannico Wiley, pubblicato il 28 febbraio 2010.
Il singolo ha visto la collaborazione della cantante britannica Emeli Sandé.
Il brano utilizza un campionamento di Your Woman di White Town del 1997, che a sua volta utilizzava un campionamento di My Woman di Al Bowlly. È stato pubblicato per il download il 28 febbraio 2010, mentre il CD singolo è stato pubblicato il 1º marzo 2010.

## Tracce
UK iTunes single
1. Never Be Your Woman (Shy FX Radio Edit) – 2:26
2. Never Be Your Woman (Original Version) – 3:32
3. Never Be Your Woman (Hervé re-work) – 3:40

UK CD single
1. Never Be Your Woman (Shy FX Radio Edit) – 2:29
2. Never Be Your Woman (Original Version) – 3:32

Original EP
1. Never Be Your Woman (Original Version) – 3:32
2. Never Be Your Woman (Hervé re-work) – 3:40
3. Never Be Your Woman (Jaymo & Andy George's Moda mix) – 4:50
4. Never Be Your Woman (Craze & Hoax remix) – 3:13
5. Never Be Your Woman (Solo UK 'Loves Garage' remix) – 4:02

## Classifiche
| Chart (2009) | Peak position |
| ------------ | ------------- |
| Regno Unito  | 4             |
| Scozia       | 18            |